# Janáčkova filharmonie Ostrava

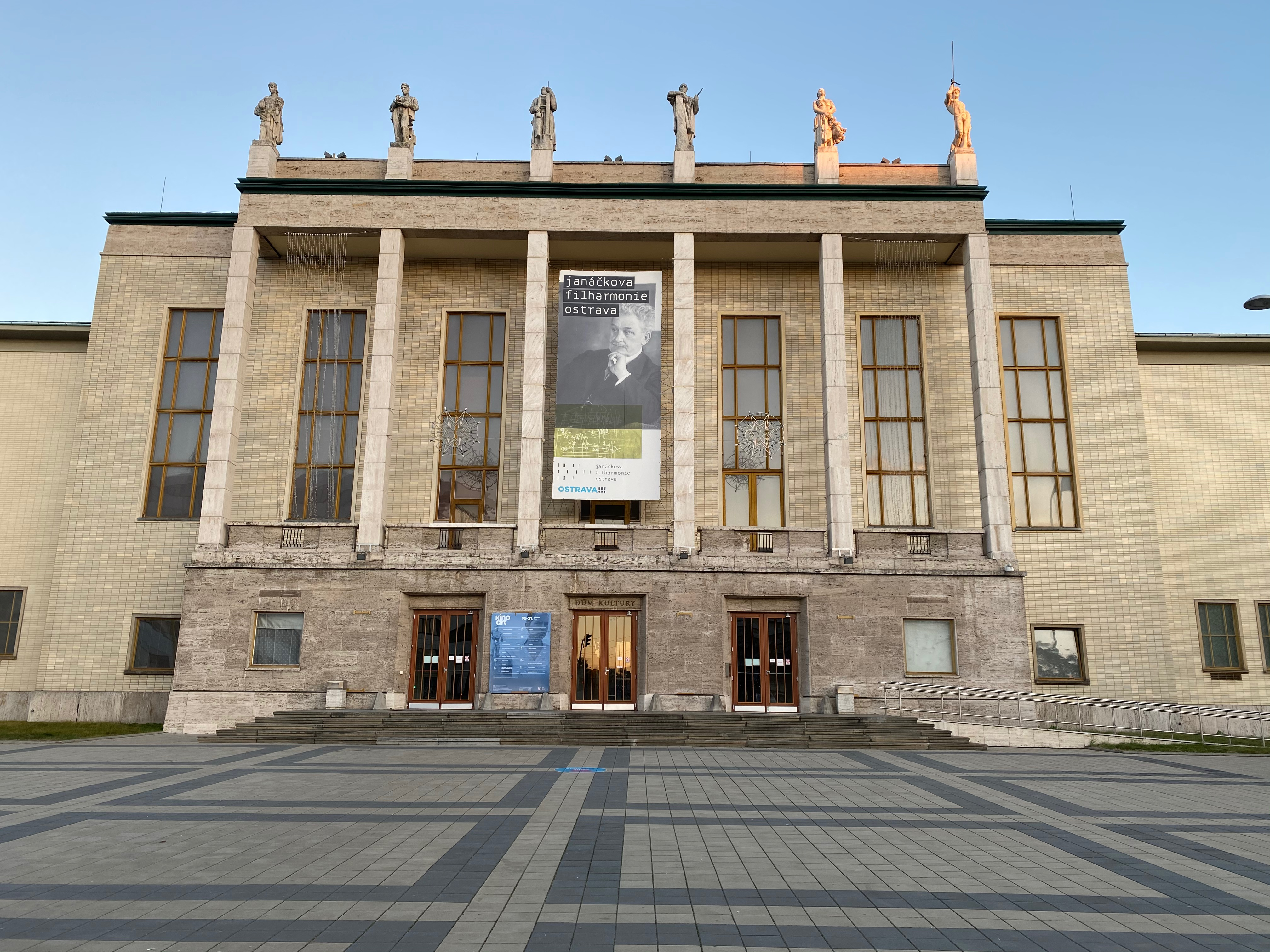
Sitz des Orchesters in Ostrava

Die Janáčkova filharmonie Ostrava (JFO; Janáček-Philharmonie Ostrava) ist ein in der tschechischen Stadt Ostrava beheimatetes Sinfonieorchester. Aktueller Chefdirigent ist Vassily Sinaisky.
1929 wird in Ostrava ein Rundfunkorchester gegründet. Als Gründungsdatum des bestehenden Orchesters gilt jedoch das Jahr 1954, in welchem das Sinfonieorchester Ostrava ins Leben gerufen wird. Seit 1971 ist es nach dem Komponisten Leoš Janáček benannt, der 1928 in Ostrava starb.
Ein neuer Konzertsaal in Ostrava ist geplant, er soll 2024 eröffnet werden.

## Chefdirigenten
- Otakar Pařík (1954–1955)
- Jiří Waldhans (1955–1962)
- Václav Jiráček (1962–1966)
- Josef Daniel (1966–1968)
- Otakar Trhlík (1968–1987)[2]
- Tomáš Koutník (1987–1990)
- Dennis Burkh (1990–1991)
- Leoš Svárovský (1991–1993)
- Christian Arming (1996–2002)
- Petr Vronský (2002–2004)
- Theodore Kuchar (2005–2012)
- Heiko Mathias Förster (2014–2019)
- Vassily Sinaisky (seit 2020)

Aktueller Gastdirigent: Petr Popelka